# Haplidia bodemeyeri
Haplidia bodemeyeri är en skalbaggsart som beskrevs av Edmund Reitter 1909. Haplidia bodemeyeri ingår i släktet Haplidia och familjen Melolonthidae. Inga underarter finns listade i Catalogue of Life.